# Thompson (Iowa)
Thompson es una ciudad ubicada en el condado de Winnebago en el estado estadounidense de Iowa. En el Censo de 2010 tenía una población de 502 habitantes y una densidad poblacional de 221,01 personas por km².

## Geografía
Thompson se encuentra ubicada en las coordenadas 43°22′11″N 93°46′29″O / 43.36972, -93.77472. Según la Oficina del Censo de los Estados Unidos, Thompson tiene una superficie total de 2.27 km², de la cual 2.27 km² corresponden a tierra firme y (0%) 0 km² es agua.

## Demografía
Según el censo de 2010, había 502 personas residiendo en Thompson. La densidad de población era de 221,01 hab./km². De los 502 habitantes, Thompson estaba compuesto por el 97.61% blancos, el 0% eran afroamericanos, el 0% eran amerindios, el 1% eran asiáticos, el 0% eran isleños del Pacífico, el 0.8% eran de otras razas y el 0.6% pertenecían a dos o más razas. Del total de la población el 1% eran hispanos o latinos de cualquier raza.